# Banksia oligantha
Banksia oligantha, comúnmente conocida como "wagin banksia", es una especie de Banksia en peligro de extinción que se encuentra en Australia Occidental. Es un arbusto o árbol pequeño de mide hasta 4 m (13 pies) de altura, tiene hojas espinosas y de color rosa o crema, y pequeñas flores que aparecen a finales de primavera (octubre a diciembre). La primera wagin encontrada se recogió en 1984 cerca de la ciudad de cinturón de trigo de Wagin, la Banksia oligantha fue descrita oficialmente en 1987 por el botánico australiano Alex George.

## Descripción
Banksia oligantha es un pequeño arbusto de color verde que crece en Australia Occidental, tiene pequeñas hojas de color rosa o crema, además durante los últimos días de la primavera obtiene pequeñas flores muy coloridas alrededor, el arbusto fue visto por primera vez en Wagin, razón por la cual se le da el nombre de Wagin Banksia.

## Taxonomía
Banksia oligantha fue descrita por Alexander Segger George y publicado en Nuytsia 6: 312. 1988.
Etimología
Banksia: nombre genérico que fue otorgado en honor del botánico inglés Sir Joseph Banks, quien colectó el primer espécimen de Banksia en 1770, durante la primera expedición de James Cook.
Oligantha: epíteto latíno que significa "con pocas flores".